# Terminal Choice
Terminal Choice var ett tyskt EBM/Industrimetal-band, grundat 1993 av Chris Pohl och troligen inaktivt sedan 2010.

## Medlemmar
- Chris Pohl - sång
- Sven Louis Manke - gitarr
- Gordon Mocznay - bas
- Jens Gärtner - trummor/synth
- Friedemann - trummor

## Diskografi

### Demo
- 1993: Terminal Choice
- 1994: Desiderius
- 1994: Facets of Pain
- 1994: Desiderius
- 1995: Degernerated Inclinations

### Album
- 1996: In the Shadow of Death
- 1998: Navigator
- 1999: Black Past (Rare - 1000 copies)
- 2000: Ominous Future
- 2003: Buried a-Live (Livealbum)
- 2003: Menschenbrecher
- 2003: Reloadead ("Best of" album)
- 2006: New Born Enemies
- 2010: Übermacht
- 2011: Black Journey 1
- 2011: Black Journey 2
- 2011: Black Journey 3

### EP
- 1997: Khaosgott
- 1999: Venus
- 2002: Collective Suicide
- 2009: Keine Macht MCD

### Singlar
- 1995: Totes Fleisch
- 1998: Totes Fleisch Remixes
- 2000: No Chance
- 2000: Fading
- 2000: Animal
- 2003: Injustice
- 2006: Don't Go